# Parti libéral national du Queensland
Le Parti libéral national du Queensland (Liberal National Party of Queensland (LNP)) est un parti politique au Queensland, en Australie. Il a été créé en 2008 par la fusion des sections du Queensland du Parti libéral et du Parti national. Sa création a été approuvée par la direction du Parti libéral le 26 juillet 2008. Le parti nouvellement formé est la section au Queensland du Parti libéral, qui est actuellement associé au Parti national et a une nouvelle constitution. Les députés et sénateurs fédéraux libéraux et députés nationaux sont restés affiliés à leurs partis respectifs jusqu'aux élections fédérales de 2010.  
Après la création du parti en juillet 2008, le parti comptait 25 membres à l'Assemblée législative du Queensland, la seule chambre du Parlement du Queensland: 17 initialement élus sous l'étiquette du Parti national, 8 sous celle du Parti libéral. La chef du parti national, Laurent Springborg, est devenu chef du Parti et chef de l'opposition. Le chef du parti libéral, Mark McArdle, est devenu sous-chef du nouveau parti et le vice-président de l'opposition. 
La PLN a perdu les élections de 2009 dans l'État du Queensland et Springborg a donné sa démission de chef du parti nouvellement formé. Jean-Paul Langbroek a été élu à la direction du parti, Springborg en devenant le leader adjoint.
De 2012 à 2015, le PLN a formé le gouvernement du Queensland, et le Premier ministre du Queensland était Campbell Newman.

## Fonction du niveau fédéral
Le LNP détient la grande majorité des sièges fédéraux dans le Queensland, détenant 21 des 30 sièges du Queensland à la Chambre des représentants, ainsi que cinq des sièges au Sénat du Queensland (à partir de 2022).
Les députés du LNP au Parlement fédéral siègent en tant que membres du Parti libéral ou du Parti national. Les candidats du LNP affiliés au Parti libéral viennent des principales zones urbaines (Brisbane, Gold Coast, Sunshine Coast, Townsville, Ipswich, Cairns et Toowoomba), tandis que ceux affiliés aux nationaux viennent des zones rurales.

## Chefs du parti

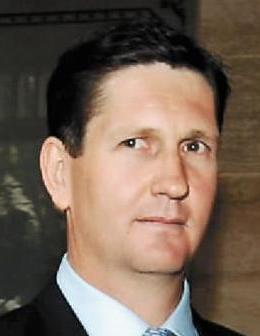
Lawrence Springborg (2008-2009)
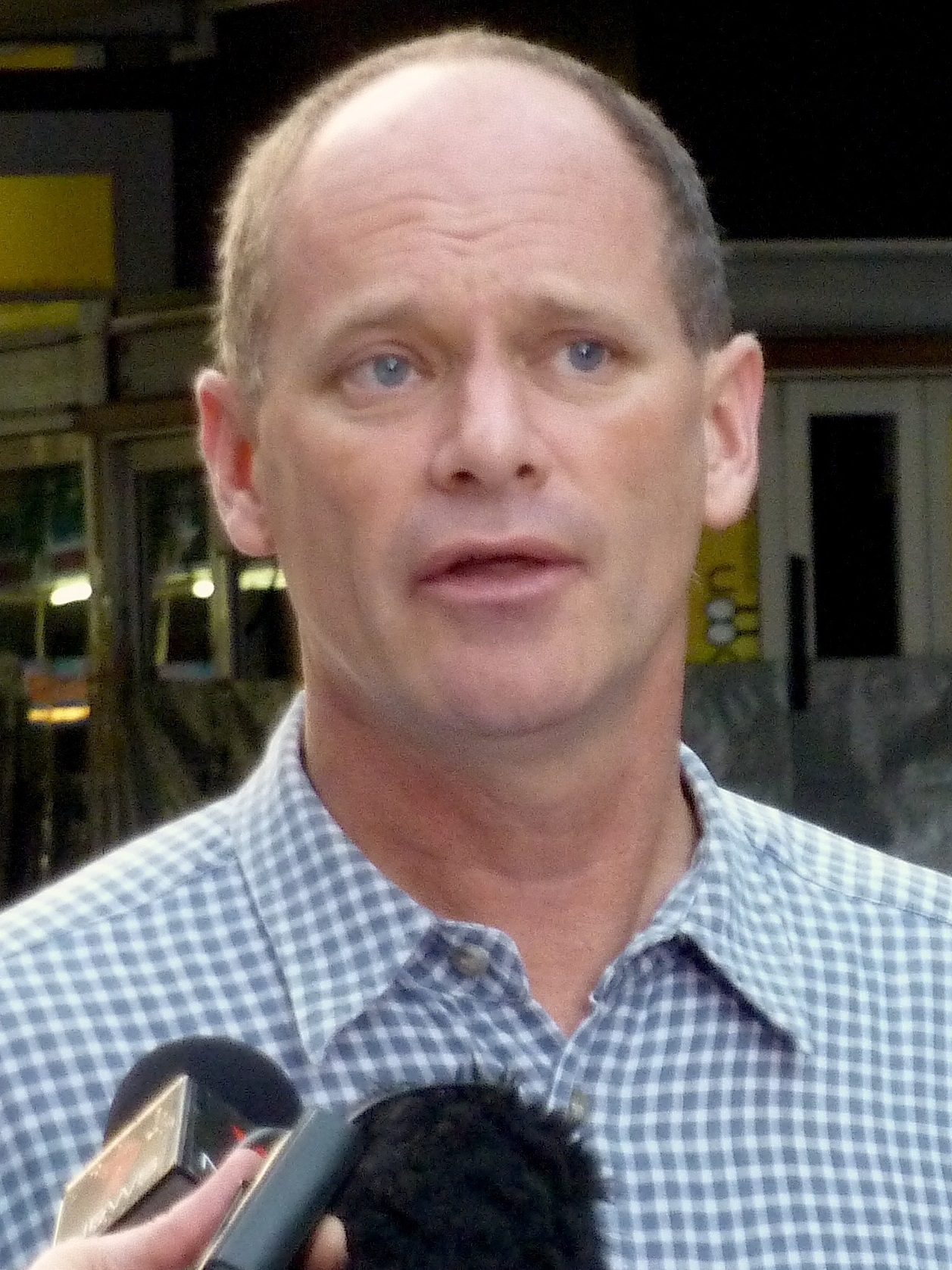
Campbell Newman (2011-2015)
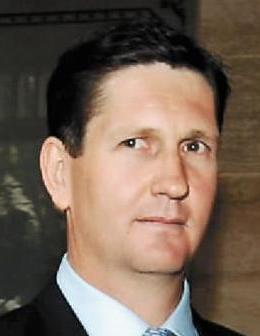
Lawrence Springborg (2015-2016)
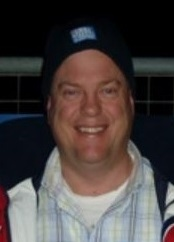
Tim Nicholls (2016-2017)
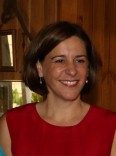
Deb Frecklington (2017-2020)